# 事大主義
事大主義，是東亞一些小國所主張的應該以服從大國來保存自身的一種意識型態，與朝貢秩序相關，通常出現在屬邦與宗主國之間，古代朝鮮半島上的新羅、高麗和朝鮮王朝三王朝的外交政策以服侍中國為主要目標。「事大」一詞來源于《孟子》的「以小事大」。如在朝鮮王朝末期（十九世紀末），主張效忠清王朝、反對日本干預的人們被稱為「事大黨」。事大主義的形成與傳統的華夷秩序有密切的關係。由于朝鲜长期奉中国为大国及自己的宗主国，视中原王朝为中华，故称自己为小中华（有「中华第二」之意），是為所謂的「小中華思想」，而忠效中国的政策即为事大主義。事大主義也被韓國當代的部份學者認為是朝鮮王朝末期妨礙朝鮮近代化的原因之一。今日，朝鲜民主主义人民共和国和朝鲜劳动党所宣传的主体思想即一种否定事大主义，标榜追求自我做主的思想理论。

## 词源
“事大主义”这一专有名词是在二十世纪初，由韩国民族主义者发明的。但其中“事大”一词由来已久，最早出自《孟子》中的《梁惠王下》一章：
齊宣王問曰：交鄰國，有道乎

孟子對曰：有。惟仁者為能以大事小。是故，湯事葛，文王事昆夷。惟智者為能以小事大。故大王事獯鬻，句踐事吳。以大事小者，樂天者也。以小事大者，畏天者也。樂天者保天下，畏天者保其國。《詩》云：『畏天之威，于時保之。』
 — 梁惠王下
与“事大”相比，“事大主义”带有更强烈的贬义色彩。

## 历史

### 古代
高丽蒙古战争后，高丽臣服于元朝的统治，忠烈王向忽必烈陈情的信中写道：
弊邑本海外之小邦也、自歷世以來、必行事大之禮、然後能保有其國家、故頃嘗臣事于大金。及金國鼎逸、然後朝貢之禮始廢矣。越丙子歲、契丹大擧兵、闌入我境、橫行肆暴。至己卯、我大國遣帥河稱、扎臘領兵來救、一掃其類。小國以蒙賜不貲、講投拜之禮、遂向天盟告、以萬世和好爲約、因請歲進貢賦所便。

 — 高麗史， 世家第二十三， 高宗十九（一二三一）年冬十一月
其中自称“海外之小邦”，强调高丽有史以来必行“事大之礼”称臣，对大国常行“朝贡之礼”。
基于册封体制的外交亦被称为“事大外交”，从此种意义上说，新罗、高丽、李朝等新罗以来在朝鲜半岛上诞生的王朝，大多对统一中原的王朝以“事大之礼”称臣。但是，新罗和高丽在向其朝贡的同时也与之对峙，例如其使用自己的皇帝号，采取了外柔内刚的对华政策。
然而，李朝的外交政策被称为“事大交邻”，其外交方针中的“事大主义”色彩是非常强烈的。李朝的开国国王李成桂于1388年发动威化岛回军政变时，既是“主张“以小为大，以大为事，以保国之道”，推翻了当时决定与明开战高丽政权。并以“权知高丽国事”的名义向明的开国皇帝朱元璋请求册封，但朱元璋对此反应冷淡，始终没有对其册封赐印。直到其子李芳远之时才终于获得了建文帝承认。

### 斗私批修
从1967年4月开始，朝鲜开始了对金日成的大规模造神运动，凡是文化大革命期间中国用在毛泽东身上的词句和做法，朝鲜几乎都搬来歌颂和美化金日成。到1969年4月，与中共九大关于“毛泽东思想是帝国主义走向全面崩溃、社会主义在全世界取得胜利时代的马克思列宁主义”的高度评价对等，金日成的主体思想也被捧为“马克思列宁主义和将无产阶级伟大革命事业进行到底的唯一正确的指导思想”。与此同时，朝鲜各种报刊纷纷刊登历史文章、照片，讲述高句丽抗击隋朝和唐朝侵略的故事，借古人之口批判“大国主义”和“事大主义”，说“事大主义者和封建大国主义者把有‘天子’的国家称为‘万乘之国’，而认为当时朝鲜是低于此的‘千乘之国’”，“把我国称为东方国家，意味着以某一国家为中心，这是错误的”。

## 琉球国
琉球相对于朝鮮更属于小国，仅凭本国国力难以抵御外敌。故自明朝开始受中国皇帝册封，依托于朝貢體系以求中國的保护。
坐落于首里城的守禮門被日本认为是琉球事大主义的典型代表，相当于朝鲜的迎恩門。过去琉球国王接受冊封需要对册封使行三跪九叩之禮，而守礼门上书的「守礼之邦」四字则被解释为「对中国皇帝恪守君臣之礼的国家」之意。
同时琉球國使用明朝赐予的「琉球」一名也被部分日本人指为是事大主义的体现。

## 延伸阅读
- 伊波普猷『古琉球』沖縄公論社、1911年
- 朴正煕『朴正煕選集1 韓民族の進むべき道』 鹿島研究所出版会、1970年
- 朴正煕『朴正煕選集2 国家・民族・私』 鹿島研究所出版会、1970年
- 新屋敷幸繁『新講沖縄一千年史 上』雄山閣、1971年
- 沖縄テレビ放送編『沖縄ミニ百科』沖縄テレビ放送、1975年
- 金日成「チュチェ思想の旗を高く掲げ社会主義建設をさらに促進しよう（資料） （朝鮮におけるチュチェ思想の形成過程--事大主義との歴史的な闘い）」『月刊社会党』266号、1978年12月、79 - 86頁
- 沖縄大百科事典刊行事務局『沖縄大百科事典 上』沖縄タイムス、1983年
- 沖縄大百科事典刊行事務局『沖縄大百科事典 中』沖縄タイムス、1983年
- 沖縄大百科事典刊行事務局『沖縄大百科事典 下』沖縄タイムス、1983年
- 夫馬進『朝鮮燕行使と朝鮮通信使』名古屋大学出版会、2015年、ISBN 978-4815808006
- 室井康成『事大主義』中公新書、2019年

## 外部連結
- 维基文库：孟子 - 梁惠王下（其三）